# Fenicija
Fenicija (grč. Phoinike - purpurna zemlja) je bila područje istočnog Sredozemlja, na teritoriju današnjeg Libanona, Izraela i Sirije. Područje se prostiralo otprilike od Al Ladhakija (Latakija) do Akkoa. Stanovnici su sami nazvali zemlju Kanaan.

## Povijest
Porijeklo Feničana je nepoznato. Odakle su došli, jesu li tu živjeli prije i pod kojim uvjetima jesu pitanja na koja arheolozi još nisu dali odgovor. Teorije kažu da su oni izravni potomci Kanaanaca, koji su naseljavali ovo područje prije njih. Neki drevni zapisi govore da su došli s Indijskog oceana. Herodot je tvrdio u nekim svojim spisima da su narodi koji govore semitskim jezikom oko 2750. pr. Kr. utemeljili svoja prva naselja na ovom prostoru.
Neke moderne teorije govore da su oni potomci afroazijskih Poenita, mornara koji su doplovili s Nila i Crvenog mora, a potječu negdje iz južnih područja Jemena ili Eritreje.
Slabljenjem Egipta i slomom kretske talasokracije, Feničani su osnovali trgovačke samostalne gradove kao što su Biblos, Tir, Sidon, kao i Bejrut, duž obale Sredozemnog mora, koji preuzimaju cjelokupnu trgovinu na području Sredozemlja. Uglavnom zaslugom Tira, koji je imao prevlast u Feniciji, Feničani su stvorili značajne kolonije u zapadnom Sredozemlju.
Negdje oko 875. pr. Kr. fenički su gradovi usponom Asirije izgubili svoju samostalnost. Za vrijeme vladavine faraona Neka II., Feničani su 620. ili 610. pr. Kr. oplovili Afriku. Ekspedicija je krenula iz Crvenog mora i poslije tri godine se vratila kroz Gibraltar u Egipat. 57. pr. Kr., poslije 13 godina opsade, grad Tir je pao pod upravu babilonskog kralja Nabukodonozora II. Od 530. pr. Kr. Fenicijom vlada Perzijsko Carstvo. Poslije sudjelovanja u egipatskoj pobuni protiv Artakserksa III., grad Sidon je 343. pr. Kr. spaljen i uništen. 
Aleksandru Velikom su svi fenički gradovi otvorili vrata osim grada Tira, koji se 332. pr. Kr. branio 7 mjeseci i na kraju bio uništen. Podjelom Aleksandrova carstva Fenicija je pripala Seleukidima, a zatim Rimljanima. U grčko-rimskom razdoblju Feničani se heleniziraju i romaniziraju, a dijelom nestaju i među Aramejcima.
Feničani su pravili tekstil od purpura čiju su boju dobivali od morskog puža.

## Kultura
Feničani nisu iza sebe ostavili mnogo zapisa. Jedino što se zna jest to da su imali svoje feničko pismo, iz kojeg se razvilo grčko pismo, a time i latinica i glagoljica i ćirilica (alphabet - po prvom slovu feničkog pisma - aleph), ali koje je bilo i temelj hebrejskog i arapskog pisma.